# CIE Automotive
CIE Automotive ist ein spanischer Autozulieferer mit Sitz in Bilbao. CIE Automotive ist vor allem auf dem Gebiet der Schmiede-, Stanz- und Gussteile aus Stahl und Aluminium tätig.
Das Unternehmen entstand 2002 durch den Zusammenschluss der „Corporación Industrial Egaña“ und der „Aforasa (Grupo GSB)“.
Im Rahmen einer gegenseitigen Beteiligung mit der indischen Mahindra haben CIE Automotive und „Mahindra & Mahindra Systech“ die Mahindra CIE Automotive gegründet. Die Allianz beinhaltet das Schmiedeunternehmen Mahindra Forgings Europe und CIE Automotives drei eigene Gesenkschmieden.
Die Tochtergesellschaft Dominion Global ist der weltweit größte Feuerungs- und Schornsteinbauer, die Tochter „Bionor“ stellt Biodiesel her.
CIE Automotives größte Anteilseigner sind Gestamp (25,9 %) und das Management (24,4 %).
Seit dem Jahr 2016 besitzt das Unternehmen einen Standort in Toljatti, Russland.